# Усть-Мана (посёлок)
Усть-Ма́на — посёлок в Красноярском крае, входит в городской округ город Дивногорск.

## География
Располагается в 6 км к востоку от Дивногорска и в 30 км к западу от Красноярска, при впадении реки Маны в Енисей. Усть-Мана окружена горами Восточного Саяна с сосновыми лесами. Часть из них была вырублена, но после выступления экологов и местных жителей вырубка была прекращена.
Поселок состоит из двух частей, одна на берегу Маны, другая по Енисею, соединённые мостом у устья Маны. В селе есть несколько магазинов, кафе, медицинский центр и краеведческий музей. Место отдыха Манский плёс, где часто проводятся фестивали, находится недалеко от посёлка.

## История
Первый посёлок на пути туриста, выехавшего за пределы Дивногорска, Усть-Мана — место встречи Маны с Енисеем.
Поселение Усть-Мана возникло в XVIII веке и почти двести пятьдесят лет оставалось заимкой на пахотных землях овсянских хлеборобов, выращивавших овёс, рожь, гречиху. Позже оно стало посёлком лесорубов и сплавщиков.
Здесь заканчивается всероссийский водный маршрут Береть — Усть-Мана. Зелёная зона в дни отдыха перенасыщена любителями походов и костров.

## Первый житель
Первым и единственным жителем д. Усть-Мана (1670) значится казак, служилый человек Арзамазец Коземка Клементьевич. Проживал он на правом берегу реки Мана, где и была основана им деревня, все остальное находилось уже «За Маной» (левый берег), куда добраться было достаточно сложно. Река служила своего рода границей с кыргызами, а он являлся первым погранпостом для красноярских казаков на данном рубеже.

## Народный музей
В повести Астафьева «Перевал» и в кинофильме «Сюда не залетали чайки», снятом по этой повести, ярко отражены характеры манских плотогонов, их трудная и опасная работа и особые отношения людей и реки-труженицы. Сегодня нет ни сплава, ни сплавной конторы, ни её коллектива. Но память о них, а также о манских защитниках Родины, о выпускниках манской школы хранят экспозиции, альбомы, музейные экспонаты известного в стране Усть-Манского народного школьного музея. Этот краеведческий музей, созданный К. В. Зыряновым, начинался со скромного школьного уголка, в котором любознательные ребята собрали археологические находки. Постепенно интерес к древней истории пробудил в ребятах интерес к современности, оказавшейся не менее занимательной, чем глубокая старина. Так стали расти и обогащаться экспозиции музея.

## Население
| 2010 | 2011 |
| ---- | ---- |
| 874  | ↗878 |

## Транспорт
Железнодорожная платформа Нижняя Мана. Электропоезда до Дивногорска, Красноярска (ж/д вокзал, ст.Бугач, ст.Красноярск-Северный), Минино
Автобусное сообщение:
— с Дивногорском: автобусы № 102, 104, 106, 146;
— с Красноярском: автобусы № 106, 146;
— с посёлками Овсянка, Слизнево: автобусы № 102, 106, 146;
— с посёлком Манский: автобус № 104.